# ISO 3166-2:SB
ISO 3166-2:SB — стандарт Международной организации по стандартизации, который определяет геокоды. Является подмножеством стандарта ISO 3166-2, относящимся к Соломоновым Островам. Стандарт охватывает 9 провинций и 1 столичную территорию - Хониара, Соломоновых Островов. Каждый геокод состоит из двух частей: кода Alpha2 по стандарту ISO 3166-1 для Соломоновых Островов — SB и дополнительного кода, записанных через дефис. Дополнительный код образован двухбуквенным кодом, образованным созвучно: названию, аббревиатуре названия провинций, столичной территории. Геокоды провинций и столичной территории являются подмножеством кода домена верхнего уровня — SB, присвоенного Соломоновым Островам в соответствии со стандартами ISO 3166-1.

## Геокоды Соломоновых Островов
Геокоды 9 провинций и 1 столичной территории административно-территориального деления Соломоновых Островов.
| Геокод | Административная единица | Статус               |
| ------ | ------------------------ | -------------------- |
| SB-GU  | Гуадалканал              | провинция            |
| SB-WE  | Западная                 | провинция            |
| SB-IS  | Изабель                  | провинция            |
| SB-ML  | Малаита                  | провинция            |
| SB-MK  | Макира-Улава             | провинция            |
| SB-RB  | Реннелл и Беллона        | провинция            |
| SB-CT  | Столичная территория     | столичная территория |
| SB-TE  | Темоту                   | провинция            |
| SB-CE  | Центральная              | провинция            |
| SB-CH  | Шуазель                  | провинция            |

## Геокоды пограничных Соломоновым Островам государств
- Папуа-Новая Гвинея — ISO 3166-2:PG (на северо-западе (моркая граница)),
- Вануату — ISO 3166-2:VU (на юго-востоке (моркая граница)).